# Tri Phương, Trùng Khánh
Tri Phương là một xã thuộc huyện Trùng Khánh, tỉnh Cao Bằng, Việt Nam.

## Địa lý
Xã Tri Phương nằm gần trung tâm huyện Trùng Khánh, có vị trí địa lý:
- Phía đông giáp xã Lăng Hiếu
- Phía tây giáp Trung Quốc
- Phía nam giáp xã Quang Trung và xã Xuân Nội
- Phía bắc giáp Trung Quốc.

Xã Tri Phương có diện tích 27,47 km², dân số năm 2019 là 2.221 người, mật độ dân cư đạt 81 người/km².
Trên địa bàn xã Tri Phương có các ngọn núi như Cố Rí, Khau Lượt, Lũng Ái, Lũng Rưởi, Nà Giốc, Lũng Phầu, Pác Tảy, Páo Năm, Thành Gà, và đồi Rí Thẩng. Ngoài sông Bắc Vọng chảy qua, trên địa bàn Tri Phương còn có suối Nà Đàn và suối Nà Đán.

## Lịch sử
Trước đây, xã Tri Phương thuộc huyện Trà Lĩnh.
Đến năm 2019, xã Tri Phương được chia thành 12 xóm: Bản Chỉnh Dưới, Bản Chỉnh Trên, Củng Kẹo, Đông Căm, Lũng Nặm, Lũng Pầu - Lũng Thiến, Nà Đán, Nà Giốc, Nà Hán, Pác Soa, Bản Soa, Lũng Lão.
Ngày 9 tháng 9 năm 2019, Hội đồng Nhân dân tỉnh Cao Bằng ban hành Nghị quyết số 27/NQ-HĐND về việc:
- Sáp nhập hai xóm Lũng Nặm và Lũng Pầu - Lũng Thiến thành xóm Đồng Biên
- Sáp nhập hai xóm Củng Kẹo và Đông Căm thành xóm Bảo Biên
- Sáp nhập xóm Lũng Lão vào xóm Bình Chỉnh Trên
- Sáp nhập hai xóm Bản Soa và Pác Soa thành xóm Đồng Soa
- Sáp nhập hai xóm Nà Đán và Nà Hán thành xóm Hợp Thành.

Ngày 1 tháng 3 năm 2020, huyện Trà Lĩnh giải thể, xã Tri Phương được sáp nhập vào huyện Trùng Khánh.

## Hành chính
Xã Tri Phương được chia thành 7 xóm: Bảo Biên, Bình Chỉnh Dưới, Bình Chỉnh Trên, Đồng Biên, Đồng Soa, Hợp Thành, Nà Giốc.